# Heureux avec des riens
Pour les articles homonymes, voir Bonheur (homonymie) et Rien (homonymie).
Clip vidéo
[vidéo] « Charles aznavour - Heureux Avec Des Riens (1955) », sur YouTube
 (janvier 2024).
Si vous disposez d'ouvrages ou d'articles de référence ou si vous connaissez des sites web de qualité traitant du thème abordé ici, merci de compléter l'article en donnant les références utiles à sa vérifiabilité et en les liant à la section « Notes et références ».
Heureux avec des riens est une chanson française d'amour de jazz, écrite et interprétée en 1954 par Charles Aznavour, composée  par Jeff Davis, et arrangée par Jacques Brienne, pour son 2e album Charles Aznavour chante Charles Aznavour, vol. 2 de 1955.

## Histoire
Après avoir commencé sa carrière avec l'aide d'Édith Piaf, avec qui il part en tournée en France et aux États-Unis, avec Les Compagnons de la chanson en 1947-1948, et après avoir écrit des chansons pour Édith Piaf et Gilbert Bécaud, Charles Aznavour (1924-2018) connait ses premiers grands triomphes publiques sur scène à l'âge de 29 ans, lors de ses premières tournées en Afrique du Nord de 1953. Il est alors repéré et engagé au casino de Marrakech au Maroc par Jean Baudet (directeur du Moulin-Rouge de Paris en vacances) qui l'engage durant trois mois en 1954, pour se produire dans son célèbre cabaret parisien. En 1955 il triomphe à nouveau à l'Olympia de Paris, en première partie de Sidney Bechet, Gloria Lasso, Annie Fratellini, ou du duo comique Roger Pierre et Jean-Marc Thibault... et fait sa première apparition à la télévision française. Bruno Coquatrix (directeur emblématique de l'Olympia) lui suggère alors d'écrire ses premières chansons pour lui même sur sa vie (dont ce titre) pour ses trois premiers albums Charles Aznavour chante... Charles Aznavour (1953), Charles Aznavour chante Charles Aznavour, vol. 2 (1955), Charles Aznavour chante Charles Aznavour, vol. 3 (1956), premières de plus de 1 000 titres enregistrés en plus de 60 ans de carrière au sommet de la chanson française... « On est heureux avec des riens, Chaque dix pas, sous une porte cochère, On se blottit et nos deux corps n'en font qu'un, Notre parcours est semé de fantaisie, Nous jouons à nous rencontrer, Et pour flirter, Pour ce, j'appelle à mon secours, Les mots d'amour, Que j'avais dit le premier jour... ».